# KOKA
KOKAは、 米国ルイジアナ州シュリーブポート、ボージャーシティー都市圏でアーバンコンテンポラリーゴスペルを放送するAMラジオ局である。
周波数はAM980kHzおよびFM93.3 MHzである。同局は現在、Alpha Media LLCがライセンシーであるAlpha Media Licensee LLCを通じて所有している。送信機はクロスレイクの北にある。

## 参照資料
1. ↑  FCC callsign history for facility 9222.  Retrieved March 22, 2013.